# Nati nel 1932/Agosto
| Questa pagina contiene informazioni ricavate automaticamente dalle voci biografiche con l'ausilio del template Bio e di un bot. L'aggiornamento è periodico e automatico e ricostruisce completamente la pagina. Se manca una persona in questa lista, sei pregato di non aggiungerla, ma accertati piuttosto che la sua voce biografica contenga il template Bio e che i dati anagrafici siano correttamente compilati. Se il template Bio manca, inseriscilo tu stesso o, in alternativa, metti l'avviso {{tmp\|Bio}} che ne segnala la mancanza. Se i dati riportati sono sbagliati, correggi direttamente la voce biografica; le modifiche saranno visibili in questa lista entro pochi giorni. Per chiarimenti vedi il progetto biografie. La lista contiene solo le 187 persone che sono citate nell'enciclopedia e per le quali è stato implementato correttamente il template Bio. Pagina aggiornata al 2 ago 2025. |

- 1º agosto - Carlo Barbera, politico italiano († 2000)
- 1º agosto - Norman Bowler, attore britannico
- 1º agosto - Giulio Gabrielli, alpinista italiano († 1959)
- 1º agosto - Bobby Isaac, pilota automobilistico statunitense († 1977)
- 1º agosto - Meir Kahane, rabbino e politico statunitense († 1990)
- 1º agosto - Salvador Martins, ex calciatore portoghese
- 1º agosto - Grizzly Smith, wrestler statunitense († 2010)
- 1º agosto - Mauriene Smithson, cestista statunitense († 2007)
- 2 agosto - Leo Boivin, hockeista su ghiaccio e allenatore di hockey su ghiaccio canadese († 2021)
- 2 agosto - Elise Boot, politica e giurista olandese († 2023)
- 2 agosto - Marvin Levy, compositore statunitense († 2015)
- 2 agosto - Hjördis Nordin, ex ginnasta svedese
- 2 agosto - Peter O'Toole, attore britannico († 2013)
- 2 agosto - Vladimir Stružanov, nuotatore sovietico († 2014)
- 3 agosto - Bob Carney, cestista statunitense († 2011)
- 3 agosto - Neville Stephen D'Souza, calciatore indiano († 1980)
- 3 agosto - Lajos Faragó, calciatore ungherese († 2019)
- 3 agosto - Laura Lepetit, editrice italiana († 2021)
- 3 agosto - Pier Luigi Mazzoni, arcivescovo cattolico italiano († 2012)
- 4 agosto - Frances E. Allen, informatica statunitense († 2020)
- 4 agosto - Hubert Barbier, arcivescovo cattolico francese
- 4 agosto - Tiger Conway, wrestler statunitense († 2006)
- 4 agosto - Guillermo Mordillo, fumettista e illustratore argentino († 2019)
- 4 agosto - Shashikala, attrice indiana († 2021)
- 5 agosto - Louis Bertorelle, cestista francese († 2012)
- 5 agosto - Ja'net DuBois, attrice e cantante statunitense († 2020)
- 5 agosto - Andoni Elizondo, calciatore e allenatore di calcio spagnolo († 1986)
- 5 agosto - Vladimir Ivanovič Fedoseev, direttore d'orchestra russo
- 5 agosto - Pier Francesco Listri, giornalista, saggista e biografo italiano († 2021)
- 5 agosto - Loris Mora, allenatore di calcio e calciatore italiano († 2009)
- 5 agosto - Maryluz Schloeter Paredes, diplomatica venezuelana
- 5 agosto - Gy Waldron, sceneggiatore e regista statunitense
- 6 agosto - Vincenzo Accame, poeta, saggista e traduttore italiano († 1999)
- 6 agosto - Michele Bellomo, politico italiano
- 6 agosto - Michael Deeley, produttore cinematografico britannico
- 6 agosto - Carmelo Del Noce, allenatore di calcio e calciatore italiano († 2012)
- 6 agosto - Rafaėl' Grač, pattinatore di velocità su ghiaccio sovietico († 1982)
- 6 agosto - Howard Hodgkin, pittore e incisore britannico († 2017)
- 6 agosto - Loris Lonardi, calciatore italiano († 2019)
- 6 agosto - Maria Paris, cantante italiana († 2018)
- 6 agosto - Edmond Safra, banchiere e filantropo brasiliano († 1999)
- 6 agosto - Gösta Sandberg, calciatore, hockeista su ghiaccio e allenatore di calcio svedese († 2006)
- 6 agosto - Anneli Sauli, attrice finlandese († 2022)
- 7 agosto - Abebe Bikila, maratoneta etiope († 1973)
- 7 agosto - Edward Hardwicke, attore britannico († 2011)
- 7 agosto - Emilio Lavazza, imprenditore italiano († 2010)
- 7 agosto - Zacharia Ofri, cestista israeliano († 2018)
- 7 agosto - Rien Poortvliet, pittore e disegnatore olandese († 1995)
- 8 agosto - Gaudenzio Bernasconi, calciatore e allenatore di calcio italiano († 2023)
- 8 agosto - John Culver, politico statunitense († 2018)
- 8 agosto - Enrico Lucherini, imprenditore italiano († 2025)
- 8 agosto - Togo Palazzi, cestista e allenatore di pallacanestro statunitense († 2022)
- 8 agosto - Alessandro Plotti, arcivescovo cattolico italiano († 2015)
- 8 agosto - Stefano Raise, calciatore italiano († 2008)
- 8 agosto - Mel Tillis, cantante statunitense († 2017)
- 9 agosto - Luciano Delfino, calciatore e allenatore di calcio italiano († 2015)
- 9 agosto - Bill Forester, giocatore di football americano statunitense († 2007)
- 9 agosto - Michele Gazzarri, fumettista italiano († 2019)
- 9 agosto - Anand Panyarachun, politico, dirigente d'azienda e ambasciatore thailandese
- 9 agosto - Turhan Tezol, cestista turco († 2014)
- 9 agosto - Marcello Zago, arcivescovo cattolico e religioso italiano († 2001)
- 10 agosto - Gino Baratta, critico d'arte e critico letterario italiano († 1984)
- 10 agosto - Vincenzo Falsetti, paroliere, scrittore e poeta italiano († 2019)
- 10 agosto - Alexander Goehr, compositore britannico († 2024)
- 10 agosto - Ria van der Horst, ex nuotatrice olandese
- 10 agosto - Murray Melvin, attore britannico († 2023)
- 10 agosto - Gaudencio Rosales, cardinale e arcivescovo cattolico filippino
- 11 agosto - Fernando Arrabal, drammaturgo, saggista e regista spagnolo
- 11 agosto - István Bilek, scacchista ungherese († 2010)
- 11 agosto - Giovanni Di Veroli, calciatore italiano († 2018)
- 11 agosto - Peter Eisenman, architetto statunitense
- 11 agosto - Keiko Kishi, attrice e scrittrice giapponese
- 11 agosto - Lucio Sangermano, velocista italiano († 2014)
- 12 agosto - Jean Gainche, ciclista su strada francese
- 12 agosto - Lamar Hunt, dirigente sportivo statunitense († 2006)
- 12 agosto - Gwilym Meirion Jenkins, statistico britannico († 1982)
- 12 agosto - Georges Kiejman, avvocato, politico e attore francese († 2023)
- 12 agosto - Oskar Saier, arcivescovo cattolico tedesco († 2008)
- 12 agosto - Sirikit, regina thailandese
- 12 agosto - Sergej Michajlovič Slonimskij, compositore e pianista sovietico († 2020)
- 12 agosto - Franco Tatò, dirigente d'azienda italiano († 2022)
- 12 agosto - Çetin Zeybek, calciatore turco († 1990)
- 13 agosto - Audrey Campbell, cestista canadese († 2010)
- 13 agosto - Jim Herd, imprenditore e produttore televisivo statunitense
- 13 agosto - Umberto Improta, funzionario e prefetto italiano († 2002)
- 13 agosto - Nguyen Dinh Ngoc, militare e matematico vietnamita († 2006)
- 14 agosto - Rino Bolognesi, doppiatore e direttore del doppiaggio italiano († 2020)
- 14 agosto - James V. Hansen, politico statunitense († 2018)
- 14 agosto - Warren Kirkendale, musicologo canadese († 2023)
- 14 agosto - Edward O. Thorp, matematico statunitense
- 14 agosto - Joan Vila i Grau, pittore e vetraio spagnolo († 2022)
- 15 agosto - Abby Dalton, attrice statunitense († 2020)
- 15 agosto - Robert L. Forward, fisico e scrittore statunitense († 2002)
- 15 agosto - Federica Galli, artista italiana († 2009)
- 15 agosto - Sandro Ladu, politico e medico italiano († 2018)
- 15 agosto - Pierpaolo Meccariello, storico italiano († 2008)
- 15 agosto - Arturo Testa, baritono italiano († 2021)
- 16 agosto - Fred Britton, giocatore di curling canadese († 2014)
- 16 agosto - Carla De Benedetti, fotografa italiana († 2013)
- 16 agosto - Bobby Garrett, giocatore di football americano statunitense († 1987)
- 16 agosto - Ruggero Lolini, compositore italiano († 2019)
- 16 agosto - Enrico Loranzi, calciatore italiano († 2017)
- 16 agosto - Christopher Okigbo, poeta nigeriano († 1967)
- 16 agosto - Hélène Rémy, attrice francese
- 16 agosto - Antonio Serena, velocista, dirigente sportivo e dermatologo italiano († 2019)
- 16 agosto - Nawwaf bin Abd al-Aziz Al Sa'ud, principe, politico e imprenditore saudita († 2015)
- 17 agosto - Paolo Cavanenghi, generale italiano († 2003)
- 17 agosto - Rich Gott, cestista statunitense († 2016)
- 17 agosto - Franz Isser, bobbista austriaco († 2024)
- 17 agosto - Fritz Isser, ex slittinista e ex bobbista austriaco
- 17 agosto - Vidiadhar Surajprasad Naipaul, scrittore trinidadiano († 2018)
- 17 agosto - Duke Pearson, pianista e compositore statunitense († 1980)
- 17 agosto - Maurilio Prini, allenatore di calcio e calciatore italiano († 2009)
- 17 agosto - Miroslav Rys, hockeista su ghiaccio e calciatore cecoslovacco († 2020)
- 17 agosto - Jean-Jacques Sempé, illustratore francese († 2022)
- 18 agosto - István Kausz, schermidore ungherese († 2020)
- 18 agosto - Muhammad Khan Junejo, politico pakistano († 1993)
- 18 agosto - Zito, calciatore brasiliano († 2015)
- 18 agosto - Luc Montagnier, biologo e virologo francese († 2022)
- 19 agosto - Rolf Graf, ciclista su strada e pistard svizzero († 2019)
- 19 agosto - Frank Jordan, nuotatore e pallanuotista australiano († 2012)
- 19 agosto - Jacques Lob, fumettista francese († 1990)
- 19 agosto - Lucio Magri, politico e saggista italiano († 2011)
- 19 agosto - Angelo Pierangeli, chirurgo italiano († 2010)
- 19 agosto - Leonzio Rezzadore, giocatore di curling e dirigente sportivo italiano († 2011)
- 19 agosto - Franco Russi, ex calciatore e allenatore di calcio italiano
- 19 agosto - Thomas P. Salmon, politico statunitense († 2025)
- 19 agosto - Banharn Silpa-archa, politico thailandese († 2016)
- 20 agosto - Anthony Ainley, attore britannico († 2004)
- 20 agosto - Giuseppe Annese, scrittore italiano († 1979)
- 20 agosto - Mihai Constantinescu, regista e sceneggiatore romeno
- 20 agosto - Giovanni Manzella, calciatore italiano († 2010)
- 20 agosto - Leonid Spirin, marciatore sovietico († 1982)
- 20 agosto - Peter Wegner, informatico russo († 2017)
- 21 agosto - George Abbey, ingegnere e aviatore statunitense († 2024)
- 21 agosto - Louis de Branges de Bourcia, matematico statunitense
- 21 agosto - Rena Garazioti, mezzosoprano greco († 2021)
- 21 agosto - Gavril Nagy, pallanuotista rumeno († 2014)
- 21 agosto - Giovanni Picco, architetto e politico italiano († 2014)
- 21 agosto - Kurt Stettler, calciatore svizzero († 2020)
- 21 agosto - Melvin Van Peebles, attore, sceneggiatore e regista statunitense († 2021)
- 22 agosto - Gerald Carr, astronauta statunitense († 2020)
- 22 agosto - Gianfranco Cecchin, psichiatra e psicoterapeuta italiano († 2004)
- 22 agosto - Leila Martin, attrice statunitense
- 22 agosto - Bené, ex calciatore brasiliano
- 22 agosto - Gabriele Tinti, attore italiano († 1991)
- 23 agosto - Saverio Asprea, politico e giurista italiano († 2025)
- 23 agosto - Houari Boumédiène, politico e militare algerino († 1978)
- 23 agosto - Justín Javorek, allenatore di calcio e calciatore cecoslovacco († 2021)
- 24 agosto - Jim Aparo, fumettista statunitense († 2005)
- 24 agosto - Cormac Murphy-O'Connor, cardinale e arcivescovo cattolico britannico († 2017)
- 24 agosto - William Morgan Sheppard, attore e doppiatore britannico († 2019)
- 25 agosto - Luciano Alberti, bobbista e hockeista su ghiaccio italiano († 2021)
- 25 agosto - Alexander Arnz, regista tedesco († 2004)
- 25 agosto - Natal'ja Dončenko, pattinatrice di velocità su ghiaccio sovietica († 2022)
- 25 agosto - Tomohiko Ikoma, calciatore giapponese († 2009)
- 26 agosto - Lygia Bojunga, scrittrice brasiliana
- 26 agosto - Dermot Curtis, calciatore irlandese († 2008)
- 26 agosto - Joe Engle, astronauta statunitense († 2024)
- 27 agosto - Mario Borzaga, missionario italiano († 1960)
- 27 agosto - Cor Brom, allenatore di calcio olandese († 2008)
- 27 agosto - Filippo Fiorino, politico italiano († 2006)
- 27 agosto - Antonia Fraser, storica e biografa britannica
- 27 agosto - David Fromkin, avvocato e storico statunitense († 2017)
- 27 agosto - Karekin I, vescovo cristiano orientale siriano († 1999)
- 27 agosto - Edoardo Pollastri, politico italiano († 2017)
- 27 agosto - Saye Zerbo, politico e militare burkinabé († 2013)
- 28 agosto - Yakir Aharonov, fisico israeliano
- 28 agosto - Andy Bathgate, hockeista su ghiaccio e allenatore di hockey su ghiaccio canadese († 2016)
- 28 agosto - Raul Cortez, attore brasiliano († 2006)
- 28 agosto - Leo Franciosi, ex tiratore a volo sammarinese
- 28 agosto - Lauro Grossi, politico italiano († 1989)
- 28 agosto - Edgardo Madinabeytia, calciatore argentino († 2002)
- 28 agosto - Alfredo Rasori, pallavolista italiano († 2007)
- 28 agosto - Simeón Soler, calciatore spagnolo († 2013)
- 28 agosto - Antonio Subranni, generale italiano († 2024)
- 29 agosto - Alessandro Jacovoni, produttore cinematografico italiano († 1993)
- 29 agosto - El Pasador, compositore, tastierista e arrangiatore italiano († 2023)
- 29 agosto - Elio Silvestri, artista italiano († 2018)
- 29 agosto - Keith Spurgeon, allenatore di calcio inglese († 1984)
- 30 agosto - Tonino Canu, cantante italiano († 1992)
- 30 agosto - Bruce Obomeyoma Onobrakpeya, pittore, scultore e incisore nigeriano
- 30 agosto - José Parodi, calciatore e allenatore di calcio paraguaiano († 2006)
- 30 agosto - Geneviève de Fontenay, socialite francese († 2023)
- 31 agosto - Alfredo Lucifero, poeta, scrittore e scultore italiano
- 31 agosto - Umberto Segato, giornalista, scrittore e poeta italiano († 2025)
- 31 agosto - Giorgio Tononi, politico italiano († 2013)